# Springfield (California)
Springfield es un área no incorporada ubicada en el condado de Tuolumne en el estado estadounidense de California. Springfield se encuentra en Sierra Nevada cerca de Columbia.

## Geografía
Springfield se encuentra ubicado en las coordenadas 38°1′15″N 120°24′41″O / 38.02083, -120.41139. 